# John Slettvoll
John Slettvoll (15 novembre 1944) è un allenatore di hockey su ghiaccio ed ex hockeista su ghiaccio svedese.

## Statistiche
Statistiche aggiornate a luglio 2011.

### Giocatore

#### Club
| Stagione  | Squadra    | Stagione regolare | Stagione regolare | Stagione regolare | Stagione regolare | Stagione regolare | Stagione regolare | Playoff | Playoff | Playoff | Playoff | Playoff |
| Stagione  | Squadra    | Lega              | P                 | G                 | A                 | Pt                | PIM               | P       | G       | A       | Pt      | PIM     |
| --------- | ---------- | ----------------- | ----------------- | ----------------- | ----------------- | ----------------- | ----------------- | ------- | ------- | ------- | ------- | ------- |
| 1963-1964 | Tegs SK    | Division 2        | -                 | -                 | -                 | -                 | -                 |         |         |         |         |         |
| 1965-1966 | IFK Umeå   | Division 1        | 21                | 3                 | 0                 | 3                 | 2                 |         |         |         |         |         |
| 1966-1967 | IFK Umeå   | Division 1        | -                 | -                 | -                 | -                 | -                 |         |         |         |         |         |
| 1967-1968 | IFK Umeå   | Division 1        | 21                | 6                 | 0                 | 6                 | -                 |         |         |         |         |         |
| 1968-1969 | IFK Umeå   | Division 1        | 21                | 4                 | 4                 | 8                 | 10                |         |         |         |         |         |
| 1969-1970 | IFK Umeå   | Division 1        | 28                | 4                 | 7                 | 11                | -                 |         |         |         |         |         |
| 1970-1971 | Björklöven | Division 1        | 16                | 3                 | 3                 | 6                 | 4                 |         |         |         |         |         |
| 1971-1972 | Björklöven | Division 1        | 20                | 6                 | 4                 | 10                | 0                 |         |         |         |         |         |
| 1972-1973 | Björklöven | Division 1        | 20                | 4                 | 2                 | 6                 | 4                 |         |         |         |         |         |
| 1973-1974 | Björklöven | Division 1        | 34                | 7                 | 6                 | 13                | 19                |         |         |         |         |         |
| 1974-1975 | Björklöven | Division 1        | 30                | 5                 | 3                 | 8                 | 12                |         |         |         |         |         |
| 1975-1976 | Björklöven | Division 1        | 19                | 9                 | 11                | 20                | -                 |         |         |         |         |         |
| 1976-1977 | Björklöven | Elitserien        | 27                | 7                 | 5                 | 12                | 20                |         |         |         |         |         |
| 1977-1978 | Björklöven | Division 1        | 1                 | 0                 | 0                 | 0                 | 0                 |         |         |         |         |         |

### Allenatore

#### Club
| Stagione  | Squadra    | Lega        | Ruolo      | Note                                           |
| --------- | ---------- | ----------- | ---------- | ---------------------------------------------- |
| 1983-1984 | Lugano     | NLA         | Head Coach |                                                |
| 1984-1985 | Lugano     | NLA         | Head Coach |                                                |
| 1985-1986 | Lugano     | NLA         | Head Coach |                                                |
| 1986-1987 | Lugano     | NLA         | Head Coach |                                                |
| 1987-1988 | Lugano     | NLA         | Head Coach |                                                |
| 1988-1989 | Lugano     | NLA         | Head Coach |                                                |
| 1989-1990 | Lugano     | NLA         | Head Coach |                                                |
| 1990-1991 | Lugano     | NLA         | Head Coach |                                                |
| 1991-1992 | Lugano     | NLA         | Head Coach |                                                |
| 1992-1993 | Lugano     | NLA         | Head Coach |                                                |
| 1993-1994 | Lugano     | NLA         | Head Coach |                                                |
| 1995-1996 | Lugano     | NLA         | Head Coach |                                                |
| 1997-1998 | Herisau    | NLA         | Head Coach |                                                |
| 1999-2000 | Björklöven | Allsvenskan | Head Coach |                                                |
| 2000-2001 | Björklöven | Elitserien  | Head Coach |                                                |
| 2006      | Bolzano    | Serie A     | Head Coach | Si dimette prima dell'inizio del campionato    |
| 2007-2008 | Lugano     | NLA         | Head Coach | Rimpiazza Kent Ruhnke a stagione in corso      |
| 2008-2009 | Lugano     | NLA         | Head Coach | Rimpiazzato da Hannu Virta a stagione in corso |
| 2009-2010 | Rapperswil | NLA         | Head Coach | Rimpiazza Raimo Summanen a stagione in corso   |

## Palmarès

### Allenatore
- Campionato svizzero: 4

 Lugano: 1985-86, 1986-87, 1987-88, 1989-90